# Хрис
Хрис или Хриз (др.-греч. Χρύσης, дословно — «золотой») — персонаж древнегреческой мифологии, жрец храма Аполлона Сминфейского, царь Хрисы. Впервые упомянут в I песне «Илиады» Гомера. По пути в Трою греки разграбили один из городов Троады. Среди пленниц оказалась и дочь Хриса, которая стала наложницей Агамемнона. Отец пришёл к кораблям ахейцев с просьбой выкупить дочь, на что получил отказ. Тогда безутешный Хрис взмолился Аполлону, чтобы тот покарал греков. Бог внял мольбам своего жреца и наслал на войско моровую язву. Дальнейшее развитие сюжета «Илиады» во многом обусловлено эпизодом с Хрисом и его дочерью.

## Мифы
В древнегреческих мифах Хрис был эпонимом и царём города Хриса на юго-западе Фригии или на Лемносе. В городе располагался храм Аполлона Сминфейского, жрецом которого был Хрис. Имя Хриса, в буквальном переводе «золотого», созвучно с эпитетами Аполлона — «лучезарного», «сияющего», златоволосого и сребро- или златолукого божества. Брат Хриса Брис также являлся жрецом Аполлона в городе Педас в Троаде. Информация об их отце Ардисе крайне скудна. Согласно древнегреческим мифам он основал несколько городов в Троаде.
Впервые Хрис упоминается в первой песне «Илиады» Гомера. Во время похода к Трое греки захватили в Фивах Гипоплакийских в плен дочь Хриса Хрисеиду. По одной из версий «Хрисеида» обозначает «дочь Хриса» или «девушка из Хрисы», а настоящее её имя было Астиномия. Хрис пришёл к кораблям ахейцев с просьбой выкупить дочь из плена, на что Агамемнон ответил отказом: «Деве свободы не дам я; она обветшает в неволе». Тогда убитый горем отец взмолился Аполлону покарать греков. Молитва Хриса является типичным примером античного обращения к божеству. Аполлон назван своим ритуальным прозвищем «Сминфей» с дополнением эпитета «сребролукий», после чего он обязан явиться к молящемуся. Затем подчёркивается мощь бога для того, чтобы тот не смог сослаться на невозможность выполнить просьбу. После Хрис упоминает оказанные богу почести, которые наложили на того обязательства оплатить услугой на услугу. В конце следует собственно просьба покарать греков.
Бог внял мольбам своего жреца и наслал на войско моровую язву, которую он прекратил также по просьбе Хриса, когда Агамемнон был вынужден вернуть ему дочь. Девушку отвёз к отцу Одиссей. С поездкой Одиссея к Хрису и обратно, которая заняла 12 дней, связана одна из особенностей сюжетной линии «Илиады». Фетида исполняет просьбу своего сына Ахилла отправиться к Зевсу только через двенадцать дней, так как богов нет на Олимпе. Такая мотивировка понадобилась Гомеру, чтобы событие произошло после возвращения Одиссея от Хриса.
Историки находят определённый параллелизм между сюжетными линиями в I и XXIV песнях «Илиады», связанными с просьбами Хриса к Агамемнону и Приама к Ахиллу:
| Сцена | I песня                                                       | XXIV песня                                                         |
| ----- | ------------------------------------------------------------- | ------------------------------------------------------------------ |
| а     | Хрис приходит к Агамемнону с выкупом, чтобы вернуть свою дочь | Приам приходит к Ахиллу с выкупом, чтобы вернуть тело сына Гектора |
| б     | Агамемнон не принимает выкупа и не возвращает Хрису дочь      | Ахилл принимает выкуп и возвращает Приаму тело сына                |
| в     | Спор между Ахиллом и Агамемноном                              | Беседа Ахилла и Приама                                             |
| г     | Ахилл и Брисеида (похищение Брисеиды)                         | Ахилл и Брисеида (Ахилл проводит ночь с возвращённой Брисеидой)    |
| д     | Хрисеиду везут в свой город (радость Хриса)                   | Приам относит тело сына в свой город (плач троянцев)               |
| е     | Прекращение массовой гибели и похорон ахейцев. Ритуал. Пир    | Погребение и оплакивание Гектора. Ритуал. Пир                      |

В данном случае Приам и Хрис выступают просителями, которые приходят с выкупом, чтобы вернуть своих детей. В первом случае Агамемнон прогнал просящего, чем вызывает божественный гнев. В противовес истории с Хрисом Ахилл принимает просящего, выполняет его просьбу, что приводит к божественному примирению. В VII веке до н. э. была создана эпическая поэма «Киприи», в которой были изложены предшествующие описанным в «Илиаде» события Троянской войны. «Киприи» заканчивались распределением военной добычи греками, в ходе которой Агамемнон получил Хрисеиду.
Домой Хрисеида вернулась беременной от Агамемнона. Отцу она рассказала, что зачала ребёнка от Аполлона. По другой версии, через некоторое время Хрис отправил дочь обратно к Агамемнону, от которого у неё и родился сын. Ребёнка в честь деда назвали Хрисом. Впоследствии, когда к Хрису прибыли Орест и Ифигения, тот хотел их выдать преследовавшему царю тавров Фоанту. Тогда Хрисеида рассказала отцу, что его внук является сыном Агамемнона, а Орест с Ифигенией соответственно брат и сестра Хриса-младшего. Только тогда Хрис-старший помог им спастись.
Согласно одной из поздних версий мифа Хрис приютил на некоторое время беглого троянского царевича Гелена.

## В изобразительном искусстве и литературе
К мифологическим сюжетам о Хрисе неоднократно обращались художники. Из античных изображений сохранился кратер с краснофигурной вазописью, мозаика из Помпей. Среди произведений Нового времени можно выделить гравюру Александра Поупа, бюст французского скульптора Мишеля-Анжа Слодца и картины Джакопо Кальви «Хрис безуспешно добивается возвращения Хрисеиды перед шатром Агамемнона», Бенджамина Уэста «Возвращение Хрисеиды», Клода Лоррена «Одиссей возвращает Хрисеиду отцу», которая экспонируется в Лувре.

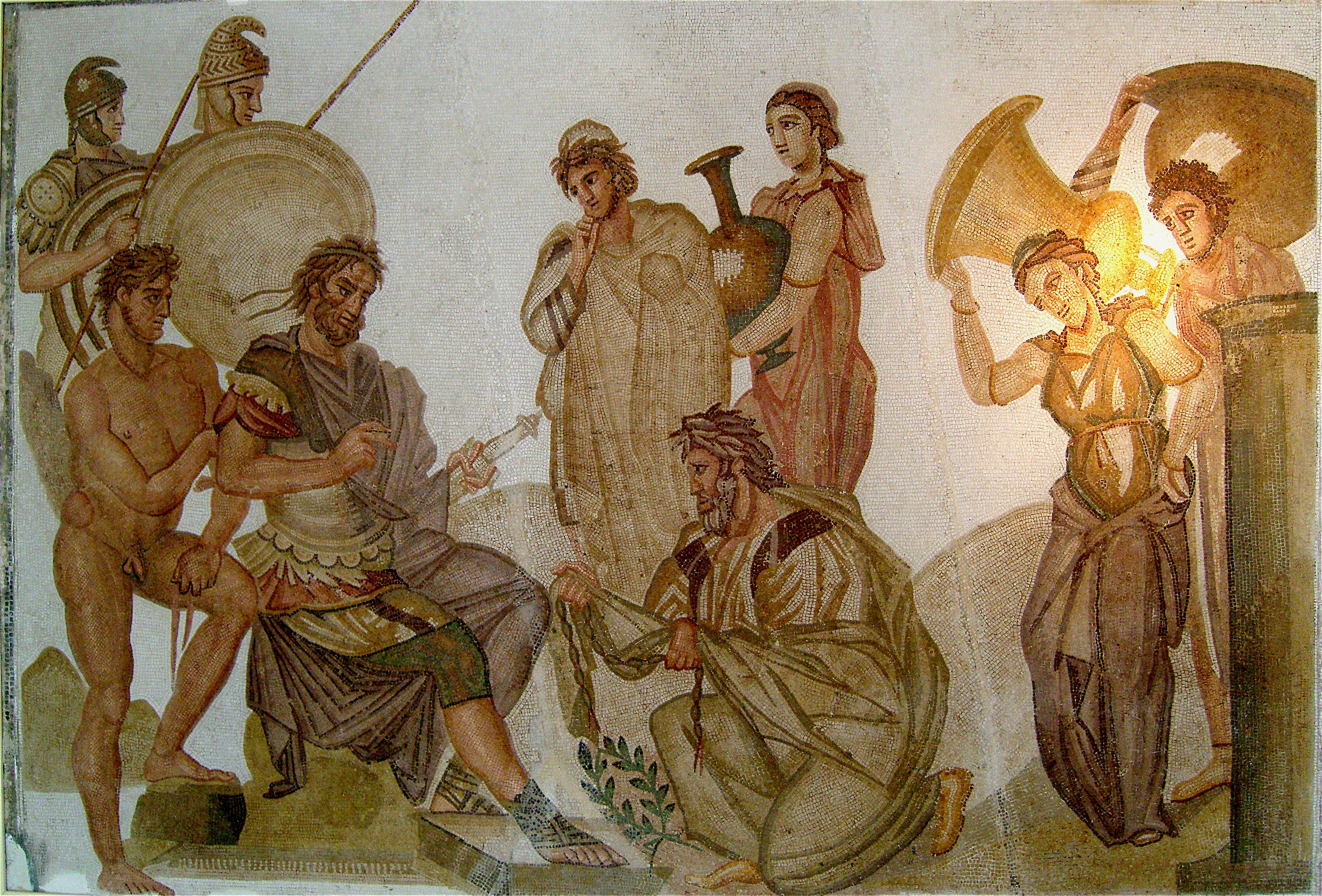
Мозаика из Помпей
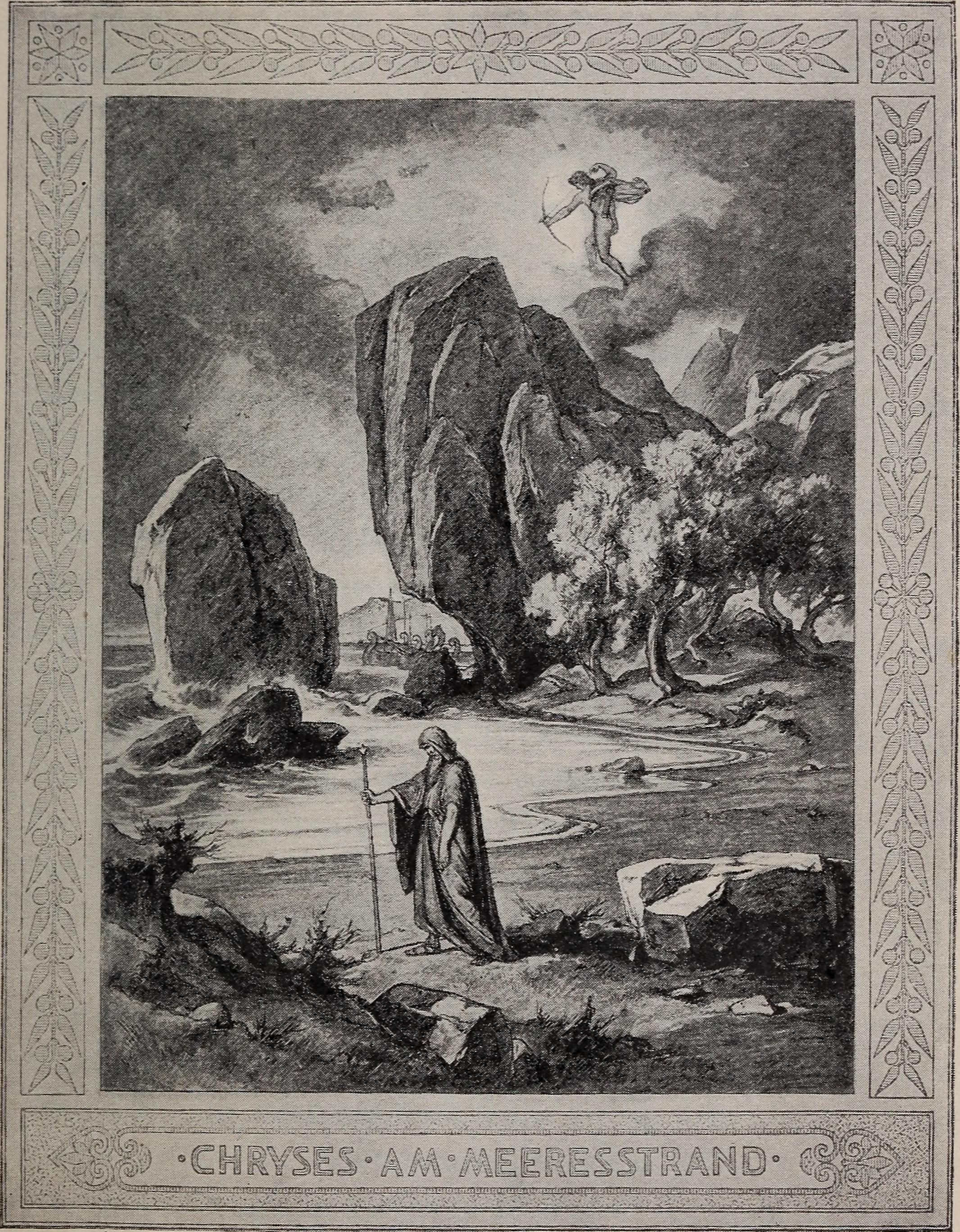
Гравюра к «Илиаде» Александра Поупа[англ.]
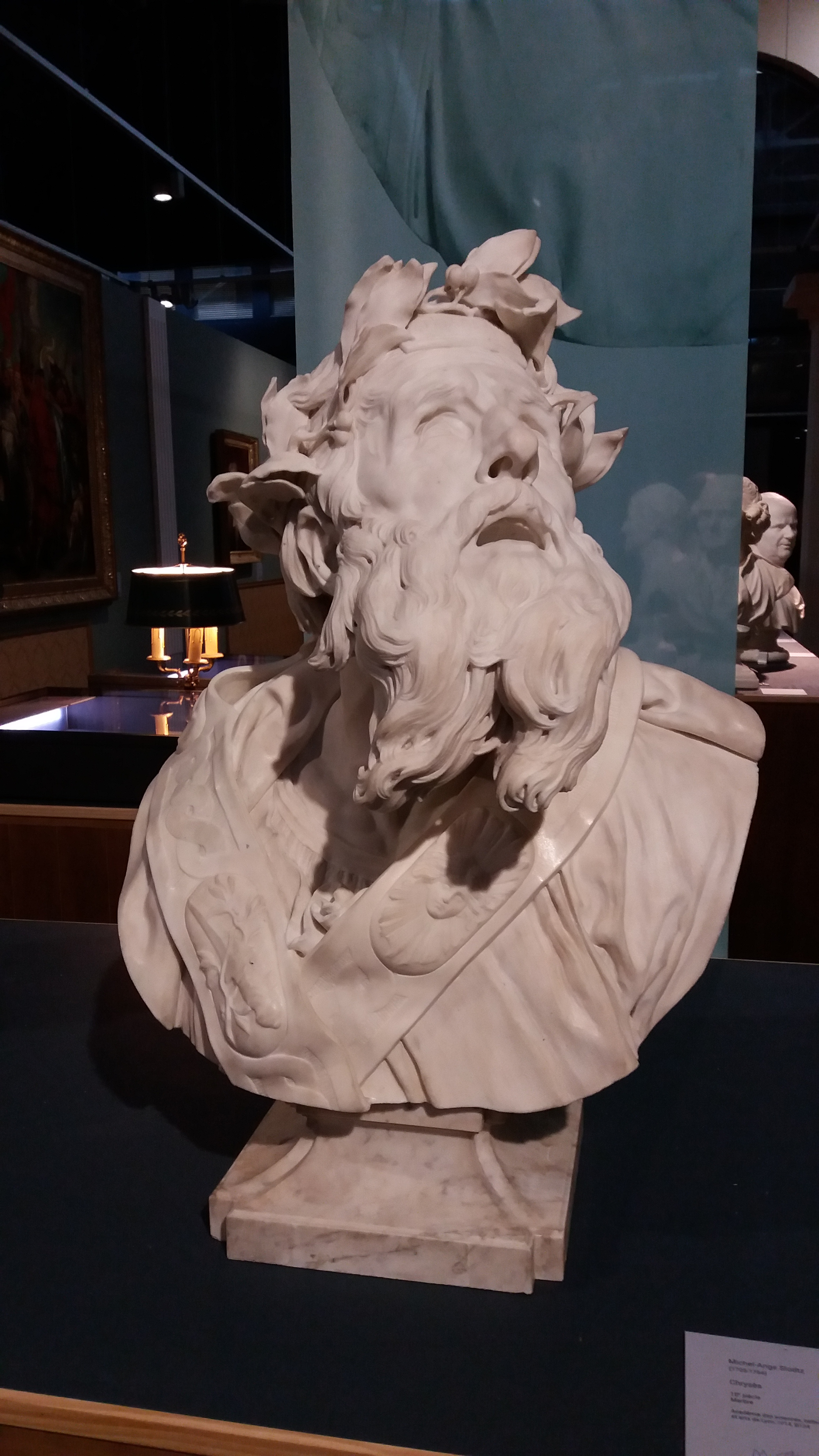
Бюст Хриса Мишеля-Анжа Слодца
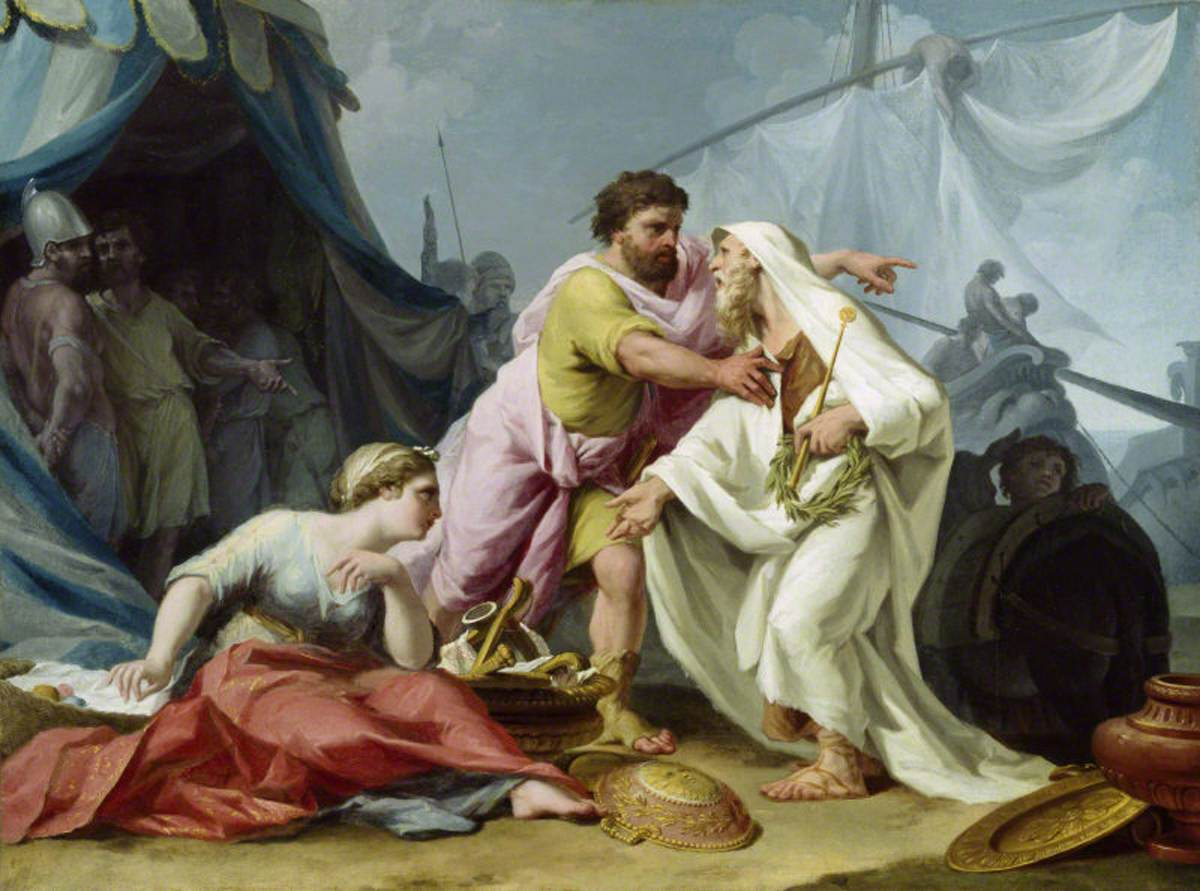
«Хрис безуспешно добивается возвращения Хрисеиды перед шатром Агамемнона» Джакопо Кальви[англ.]
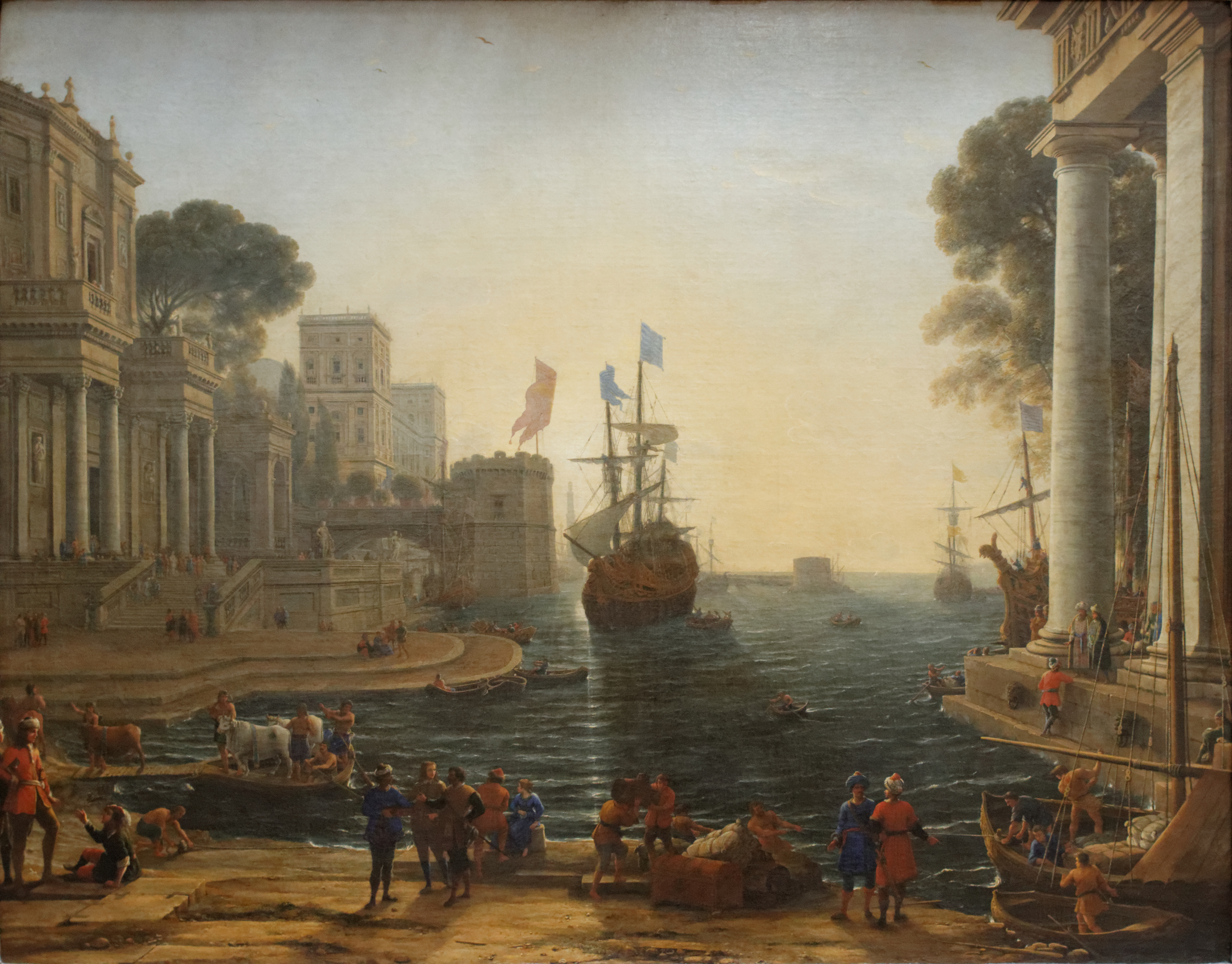
«Одиссей возвращает Хрисеиду отцу» Клода Лоррена

Историю о Хрисе приводит Платон в «Государстве» в качестве примера подражания в поэтическом искусстве. Согласно Платону, Гомер в «Илиаде» заставляет слушателя вообразить, что речь Хриса говорит не сказитель, а сам старик-жрец. Мифологический сюжет о Хрисе получил литературную обработку в несохранившихся до наших дней одноимённых трагедиях Софокла и Марка Пакувия, а также поэме в ямбических стихах Гелиодора.

### Исследования
- Гордезиани Р. В. Проблемы гомеровского эпоса. — Тбилиси: Издательство Тбилисского университета, 1978.
- История греческой литературы / Под редакцией С. И. Соболевского, Б. В. Горнунга, З. Г. Гринберга, Ф. А. Петровского, С. И. Радцига. — М. — Л.: Издательство АН СССР, 1946. — Т. I. Эпос, лирика, драма классического периода.
- Клейн Л. С. Анатомия «Илиады». — СПб.: Издательство С.-Петербургского университета, 1998. — 560 с. — ISBN 5-288-01823-5.
- Тронский И. М. История античной литературы: Учебник для университетов и педагогических институтов. — 5-е издание. — М.: Высшая школа, 1988. — 464 с. — ISBN 5-06-001251-4.
- Фрейденберг О. М. Сюжет Тристана и Исольды в мифологемах эгейского отрезка Средиземноморья // Труды Института языка и мышления АН СССР. II: Тристан и Исольда : от героини любви феодальной Европы до богини матриархальной Афревразии: коллективный труд Сектора семантики мифа и фольклора  / под ред. акад. Н. Я. Марра. — Л.: АН СССР, 1932. — С. 91—114.
- Ярхо В. Н. Хрис // Мифы народов мира / Главн. ред. С. А. Токарев. — М.: Советская энциклопедия, 1980. — С. 1060.
- Robert C. Chryses 1 // Paulys Realencyclopädie der classischen Altertumswissenschaft :  [нем.] / Georg Wissowa. — Stuttgart : J. B. Metzler’sche Verlagsbuchhandlung, 1899. — Bd. III, Zweite Hälfte (III, 2). — Kol. 2496—2498.
- Sybel H. v. Chryses 3, 4 // Ausführliches Lexikon der griechischen und römischen Mythologie :  [нем.] / Roscher Wilhelm Heinrich. — Leipzig : Druck und Verlag von B. G. Teubner, 1884—1890. — Bd. I. — Kol. 902.
- Tümpel K.[нем.]. Ardys 1 // Paulys Realencyclopädie der classischen Altertumswissenschaft :  [нем.] / Georg Wissowa. — Stuttgart : J. B. Metzler’sche Verlagsbuchhandlung, 1895. — Bd. II, Erste Hälfte (II, ). — Kol. 617.